# Kvindedrømme
Kvindedrømme er en svensk dramafilm fra 1955 skrevet og instrueret af Ingmar Bergman. Filmen har blandt andre Eva Dahlbeck, Harriet Andersson og Gunnar Björnstrand i hovedrollerne.

## Medvirkende
- Eva Dahlbeck som Susanne
- Harriet Andersson som Doris
- Gunnar Björnstrand som Otto Sönderby
- Ulf Palme som Henrik Lobelius
- Inga Landgré som Marta Lobelius
- Sven Lindberg som Palle
- Naima Wifstrand som Fru Arén
- Benkt-Åke Benktsson som Magnus
- Git Gay som dame i modestudiet
- Ludde Gentzel som Sundström